# Scream Aim Fire (canción)

Scream, Aim, Fire (Grita, apunta, dispara) es una canción de la banda de heavy metal galesa Bullet For My Valentine, lanzada como primer sencillo de su segundo álbum, también Scream Aim Fire. Fue lanzado en la tienda iTunes de América el 18 de diciembre de 2007, además de en el perfil de MySpace de la banda, y al resto del mundo en 21 de enero de 2008. Ha hecho su aparición en Guitar Hero World Tour y las versiones de Guitar Hero Modern Hits fuera de Estados Unidos. Es el sencillo del grupo con cifras más altas en todo el mundo. Durante los conciertos, Jay grita "Scream Aim Fire" durante el estribillo y al final.

## Videoclip
El videoclip muestra a la banda tocando en un almacén. Durante el video se puede ver a la banda tocar enfrente de grandes pantallas mostrando imágenes sobre la guerra. El plano va y viene entre Matt Tuck y el resto de la banda. La letra de la canción trata de "ir a la guerra", según describe el vocalista Matthew Tuck en sus espectáculos en vivo. Por ejemplo, gritan over the top! varias veces en la canción, una referencia a la guerra de trincheras en la Primera Guerra Mundial (literalmente "por encima del tope", se usa en círculos militares para saltar por encima de la trinchera y cruzar la tierra de nadie, y en general, para cualquier situación en la que se abandone la seguridad por lo desconocido). El video fue dirigido por el director de videoclips iraní, Tony Petrossian. 

## Listas
| Chart                       | Peak Chart Position |
| --------------------------- | ------------------- |
| UK Singles Chart            | 34                  |
| German Singles Chart        | 58                  |
| U.S. Mainstream Rock Tracks | 16                  |
| U.S. Modern Rock Tracks     | 26                  |

## Pistas
Edición digital estadounidense
1. "Scream Aim Fire" – 4:26
2. "Eye of the Storm" – 4.03
3. "Album Preview With Band Commentary" (repaso al álbum con comentario de la banda) – 15:50

CD y edición digital británica
1. "Scream Aim Fire" – 4:26
2. "Forever And Always" (Acoustic) – 4:19

Vinilo de funda negra
1. "Scream Aim Fire" – 4:26
2. "Creeping Death" (versión, original de Metallica) – 6:40

Vinilo de funda roja
1. "Scream Aim Fire" – 4:26
2. "Crazy Train" (versión, original de Ozzy Osbourne) – 4:51

## Componentes de la banda
- Matthew "Matt" Tuck- vocalista líder, guitarra rítmica
- Michael "Padge" Paget - guitarra líder, coros
- Jason "Jay" James - bajo, vocalista
- Michael "Moose" Thomas - batería

- Datos: Q2346027